# کهریزسیاه منصور
کهریزسیاه منصور، روستایی از توابع بخش حلب شهرستان ایجرود در استان زنجان ایران است.

## جمعیت
این روستا در دهستان ایجرود پایین قرار دارد و براساس سرشماری مرکز آمار ایران در سال ۱۳۸۵، جمعیت آن ۱۵۰ نفر (۳۷خانوار) بوده‌است.